# دانی (بازیکن فوتبال، زاده ۱۹۹۰)
دانی (انگلیسی: Dani؛ زادهٔ ۱۷ ژانویهٔ ۱۹۹۰) بازیکن فوتبال اهل پرتغال است.
از باشگاه‌هایی که در آن بازی کرده‌است می‌توان به باشگاه فوتبال سی‌اف‌آر کلوژ، باشگاه فوتبال پنافیل، باشگاه ورزشی براگا، باشگاه فوتبال اسپورتینگ کوویلیا، و باشگاه فوتبال اروکا اشاره کرد.
وی همچنین در تیم ملی فوتبال زیر ۲۱ سال پرتغال بازی کرده‌است.